# Matilde de Habsburgo
Matilde de Habsburgo o Melchilde (Rheinfelden, 1253-Múnich, Baviera; 23 de diciembre de 1304 en ) fue la hija mayor de Rodolfo I de Habsburgo y Gertrudis de Hohenberg. Fue regente de Baviera durante la minoría de edad de su hijo.

## Matrimonio
El 24 de octubre de 1273, Matilde se casó con Luis II, duque de Baviera, en Aquisgrán, y fue su tercera y última esposa. Había una gran diferencia de edad, Luis era veintitrés años mayor que Matilde.
Matilde y Luis tuvieron los siguientes hijos:
1. Inés de Baviera (m. 1345), casada con:
  1. en 1290 Donauwörth con el príncipe Henry el Joven de Hesse;
  2. en 1298/1303 Henry I "Sin Tierra", Margrave de Brandenburgo.
2. Rodolfo I de Baviera (4 de octubre de 1274, Basilea – 12 de agosto de 1319).
3. Mechthild (1275 – 28 de marzo de 1319, Luneburgo), casada en 1288 con el Duque Oto II de Brunswick-Luneburgo.
4. Luis IV (1 de abril de 1282, Múnich – 11 de octubre de 1347 en Puch, cerca de Fürstenfeldbruck).

## Viudez y regencia
A la muerte de su marido en 1294, Matilde actuó como regente de su hijo Rodolfo. Se llegó al acuerdo en el que Matilde tomara parte del ducado y su hijo la otra parte. Matilde se encargó de una gran parte de la Alta Baviera mientras que su hijo regentó las ciudades de: Ingolstadt, Neuberg, Langenfeld y Rietberg. A los pocos años, su hijo alcanzó la mayoría de edad y gobernó el reino por sí mismo.
Aunque Matilde tuvo a su hijo menor Luis, educado parcialmente en Viena y se convirtió en co-regente de su hermano Rodolfo I en la Alta Baviera en 1301 con el apoyo de Matilde y el hermano de esta, el Rey Alberto I, batalló con los Habsburgo desde 1307 por las posesiones en la Baja Baviera. Una guerra civil contra su hermano Rodolfo debido a nuevas disputas sobre la partición de las tierras se terminó en 1313, cuando se hizo la paz en Múnich.
Matilde y Rodolfo continuaron su lucha y en 1302 Matilde fue arrestada por Rodolfo y llevada a Múnich, donde firmó un acuerdo prometiendo no volver a interferir en el gobierno, pero tan pronto como estuvo fuera de las fronteras de Baviera, Matilde declaró el acuerdo nulo y sin efecto, y obtuvo el apoyo de su hermano, Alberto, Luis el Bávaro y otros.
El hijo de Matilde, Luis, derrotó a su primo de los Habsburgo, Federico de Habsburgo, el Hermoso. Al principio, era amigo de Federico, con quien había sido criado. Sin embargo, el conflicto armado surgió cuando la tutela de los jóvenes duques de la Baja Baviera (Enrique XIV, Otón IV y Enrique XV) fue confiada a Federico. El 9 de noviembre de 1313, Federico fue derrotado por Luis en la Batalla de Gamelsdorf y tuvo que renunciar a la tutela.
Matilde murió el 23 de diciembre de 1304 en Múnich,Baviera.

## Ancestros
|  |                                               |  |  |  |  |  |  |  |  |  |  |  |  |  |  |  |
|  | 16. Alberto III (conde de Habsburgo)          |  |  |  |  |  |  |  |  |  |  |  |  |  |  |  |
|  |                                               |  |  |  |  |  |  |  |  |  |  |  |  |  |  |  |
|  |                                               |  |  |  |  |  |  |  |  |  |  |  |  |  |  |  |
|  | 8. Rodolfo II (conde de Habsburgo)            |  |  |  |  |  |  |  |  |  |  |  |  |  |  |  |
|  |                                               |  |  |  |  |  |  |  |  |  |  |  |  |  |  |  |
|  |                                               |  |  |  |  |  |  |  |  |  |  |  |  |  |  |  |
|  | 17. Ida von Pfullendorf                       |  |  |  |  |  |  |  |  |  |  |  |  |  |  |  |
|  |                                               |  |  |  |  |  |  |  |  |  |  |  |  |  |  |  |
|  |                                               |  |  |  |  |  |  |  |  |  |  |  |  |  |  |  |
|  | 4. Alberto IV, conde de Habsburgo             |  |  |  |  |  |  |  |  |  |  |  |  |  |  |  |
|  |                                               |  |  |  |  |  |  |  |  |  |  |  |  |  |  |  |
|  |                                               |  |  |  |  |  |  |  |  |  |  |  |  |  |  |  |
|  | 18. Gottfried von Staufen                     |  |  |  |  |  |  |  |  |  |  |  |  |  |  |  |
|  |                                               |  |  |  |  |  |  |  |  |  |  |  |  |  |  |  |
|  |                                               |  |  |  |  |  |  |  |  |  |  |  |  |  |  |  |
|  | 9. Agnes de Staufen                           |  |  |  |  |  |  |  |  |  |  |  |  |  |  |  |
|  |                                               |  |  |  |  |  |  |  |  |  |  |  |  |  |  |  |
|  |                                               |  |  |  |  |  |  |  |  |  |  |  |  |  |  |  |
|  | 2. Rodolfo I de Habsburgo                     |  |  |  |  |  |  |  |  |  |  |  |  |  |  |  |
|  |                                               |  |  |  |  |  |  |  |  |  |  |  |  |  |  |  |
|  |                                               |  |  |  |  |  |  |  |  |  |  |  |  |  |  |  |
|  | 20. Hartmann III, Conde de Kiburg y Dillingen |  |  |  |  |  |  |  |  |  |  |  |  |  |  |  |
|  |                                               |  |  |  |  |  |  |  |  |  |  |  |  |  |  |  |
|  |                                               |  |  |  |  |  |  |  |  |  |  |  |  |  |  |  |
|  | 10. Ulrich, Conde de Kiburg y Dillingen       |  |  |  |  |  |  |  |  |  |  |  |  |  |  |  |
|  |                                               |  |  |  |  |  |  |  |  |  |  |  |  |  |  |  |
|  |                                               |  |  |  |  |  |  |  |  |  |  |  |  |  |  |  |
|  | 21. Richenza von Lenzburg                     |  |  |  |  |  |  |  |  |  |  |  |  |  |  |  |
|  |                                               |  |  |  |  |  |  |  |  |  |  |  |  |  |  |  |
|  |                                               |  |  |  |  |  |  |  |  |  |  |  |  |  |  |  |
|  | 5. Heilwig de Kiburg                          |  |  |  |  |  |  |  |  |  |  |  |  |  |  |  |
|  |                                               |  |  |  |  |  |  |  |  |  |  |  |  |  |  |  |
|  |                                               |  |  |  |  |  |  |  |  |  |  |  |  |  |  |  |
|  | 22. Bertoldo IV de Zähringen                  |  |  |  |  |  |  |  |  |  |  |  |  |  |  |  |
|  |                                               |  |  |  |  |  |  |  |  |  |  |  |  |  |  |  |
|  |                                               |  |  |  |  |  |  |  |  |  |  |  |  |  |  |  |
|  | 11. Anna von Zähringen                        |  |  |  |  |  |  |  |  |  |  |  |  |  |  |  |
|  |                                               |  |  |  |  |  |  |  |  |  |  |  |  |  |  |  |
|  |                                               |  |  |  |  |  |  |  |  |  |  |  |  |  |  |  |
|  | 23. Heilwig de Frohburg                       |  |  |  |  |  |  |  |  |  |  |  |  |  |  |  |
|  |                                               |  |  |  |  |  |  |  |  |  |  |  |  |  |  |  |
|  |                                               |  |  |  |  |  |  |  |  |  |  |  |  |  |  |  |
|  | 1. Matilde de Habsburgo                       |  |  |  |  |  |  |  |  |  |  |  |  |  |  |  |
|  |                                               |  |  |  |  |  |  |  |  |  |  |  |  |  |  |  |
|  |                                               |  |  |  |  |  |  |  |  |  |  |  |  |  |  |  |
|  | 24. Burcardo III, Conde de Hohenberg          |  |  |  |  |  |  |  |  |  |  |  |  |  |  |  |
|  |                                               |  |  |  |  |  |  |  |  |  |  |  |  |  |  |  |
|  |                                               |  |  |  |  |  |  |  |  |  |  |  |  |  |  |  |
|  | 12. Burckhard IV, Conde de Hohenberg          |  |  |  |  |  |  |  |  |  |  |  |  |  |  |  |
|  |                                               |  |  |  |  |  |  |  |  |  |  |  |  |  |  |  |
|  |                                               |  |  |  |  |  |  |  |  |  |  |  |  |  |  |  |
|  | 6. Burckhard V, Conde de Hohenberg            |  |  |  |  |  |  |  |  |  |  |  |  |  |  |  |
|  |                                               |  |  |  |  |  |  |  |  |  |  |  |  |  |  |  |
|  |                                               |  |  |  |  |  |  |  |  |  |  |  |  |  |  |  |
|  | 3. Gertrudis de Hohenberg                     |  |  |  |  |  |  |  |  |  |  |  |  |  |  |  |
|  |                                               |  |  |  |  |  |  |  |  |  |  |  |  |  |  |  |
|  |                                               |  |  |  |  |  |  |  |  |  |  |  |  |  |  |  |
|  | 28. Rodolfo I, Conde Palatino de Tubinga      |  |  |  |  |  |  |  |  |  |  |  |  |  |  |  |
|  |                                               |  |  |  |  |  |  |  |  |  |  |  |  |  |  |  |
|  |                                               |  |  |  |  |  |  |  |  |  |  |  |  |  |  |  |
|  | 14. Rodolfo II, Conde Palatino de Tubinga     |  |  |  |  |  |  |  |  |  |  |  |  |  |  |  |
|  |                                               |  |  |  |  |  |  |  |  |  |  |  |  |  |  |  |
|  |                                               |  |  |  |  |  |  |  |  |  |  |  |  |  |  |  |
|  | 29. Mechtild de Gleiberg, Condesa de Giessen  |  |  |  |  |  |  |  |  |  |  |  |  |  |  |  |
|  |                                               |  |  |  |  |  |  |  |  |  |  |  |  |  |  |  |
|  |                                               |  |  |  |  |  |  |  |  |  |  |  |  |  |  |  |
|  | 7. Mechtild de Tubinga                        |  |  |  |  |  |  |  |  |  |  |  |  |  |  |  |
|  |                                               |  |  |  |  |  |  |  |  |  |  |  |  |  |  |  |
|  |                                               |  |  |  |  |  |  |  |  |  |  |  |  |  |  |  |
|  | 30. Enrique, Margrave de Ronsberg             |  |  |  |  |  |  |  |  |  |  |  |  |  |  |  |
|  |                                               |  |  |  |  |  |  |  |  |  |  |  |  |  |  |  |
|  |                                               |  |  |  |  |  |  |  |  |  |  |  |  |  |  |  |
|  | 15. desconocido                               |  |  |  |  |  |  |  |  |  |  |  |  |  |  |  |
|  |                                               |  |  |  |  |  |  |  |  |  |  |  |  |  |  |  |
|  |                                               |  |  |  |  |  |  |  |  |  |  |  |  |  |  |  |
|  | 31. Udilhild de Gammertingen                  |  |  |  |  |  |  |  |  |  |  |  |  |  |  |  |
|  |                                               |  |  |  |  |  |  |  |  |  |  |  |  |  |  |  |
|  |                                               |  |  |  |  |  |  |  |  |  |  |  |  |  |  |  |